# 변수민
변수민은 대한민국의 아나운서이다.

## 경력
- 2022년 CJB청주방송 아나운서
- 2021년 한국경제TV 외신캐스터

## 진행 프로그램
- CJB 8 뉴스
- CJB 뉴스 (1730)